# RTS 1 (Suisse)
Pour les articles homonymes, voir RTS 1.
 (juin 2009).
Si vous disposez d'ouvrages ou d'articles de référence ou si vous connaissez des sites web de qualité traitant du thème abordé ici, merci de compléter l'article en donnant les références utiles à sa vérifiabilité et en les liant à la section « Notes et références ».
RTS 1 est une chaîne de télévision généraliste nationale publique suisse de la RTS fondée en 1954. Elle a été anciennement connue sous les noms de Télévision genevoise (1954), Télévision suisse romande (1954-1997), de TSR 1 (1997-2012) et de RTS Un (2012-2019).

## Histoire
RTS 1 est la première chaîne des deux chaînes de la Société suisse de radiodiffusion et télévision pour la Suisse romande, l'autre étant RTS 2.
La Télévision suisse romande est lancée en 1954 pour succéder à la Télévision genevoise. Dès 1954, le Téléjournal compte deux éditions de 15 minutes: à 20h (suivie du relais de la RTF) et à 22h, ainsi qu'une édition express de 5 minutes à 21h55 (Dernières informations).
En 1965, les relâches du mardi sont terminées et la publicité fait son apparition. La chaîne passe à la couleur en 1968.
En 1972, la TSR intègre son nouveau siège dans une tour de 17 étages à Genève et en 1982, le téléjournal quitte Zurich pour être réalisé à Genève.
La TSR participe en 1984 à la création de TV5 comme membre fondateur et fournit une partie de ses programmes à la chaîne internationale francophone.
En 1987, les émissions débutent à midi.
À la suite de la création de TSR 2 en 1997, le premier canal de la Télévision Suisse Romande est rebaptisée TSR 1.
TSR 1 change d'identité visuelle en 2006, troquant son dé bleu contre un S de même couleur.
Depuis décembre 2007, tous les programmes sont diffusés en 16/9e, sauf certaines séries qui restent au format 4/3.
Le 29 février 2012, TSR 1 a changé de nom pour devenir RTS Un, mettant en avant l'appartenance de la chaîne à l'unité d'entreprise Radio télévision suisse issue de la fusion de la TSR et de la RSR. À cette même date, la chaîne RTS Un est transmise en HD sur le satellite et sur les réseaux de télévision numériques câblés.
Le 26 août 2019, RTS Un devient RTS 1 et adopte un nouveau logo, dont la graphie se rapproche de celle de la SRF et de la typographie suisse.
Le 21 août 2023, RTS 1 modifie son identité visuelle et son habillage, remplaçant le bleu pétrole par un bleu fluo,.

## Identité visuelle

### Logos

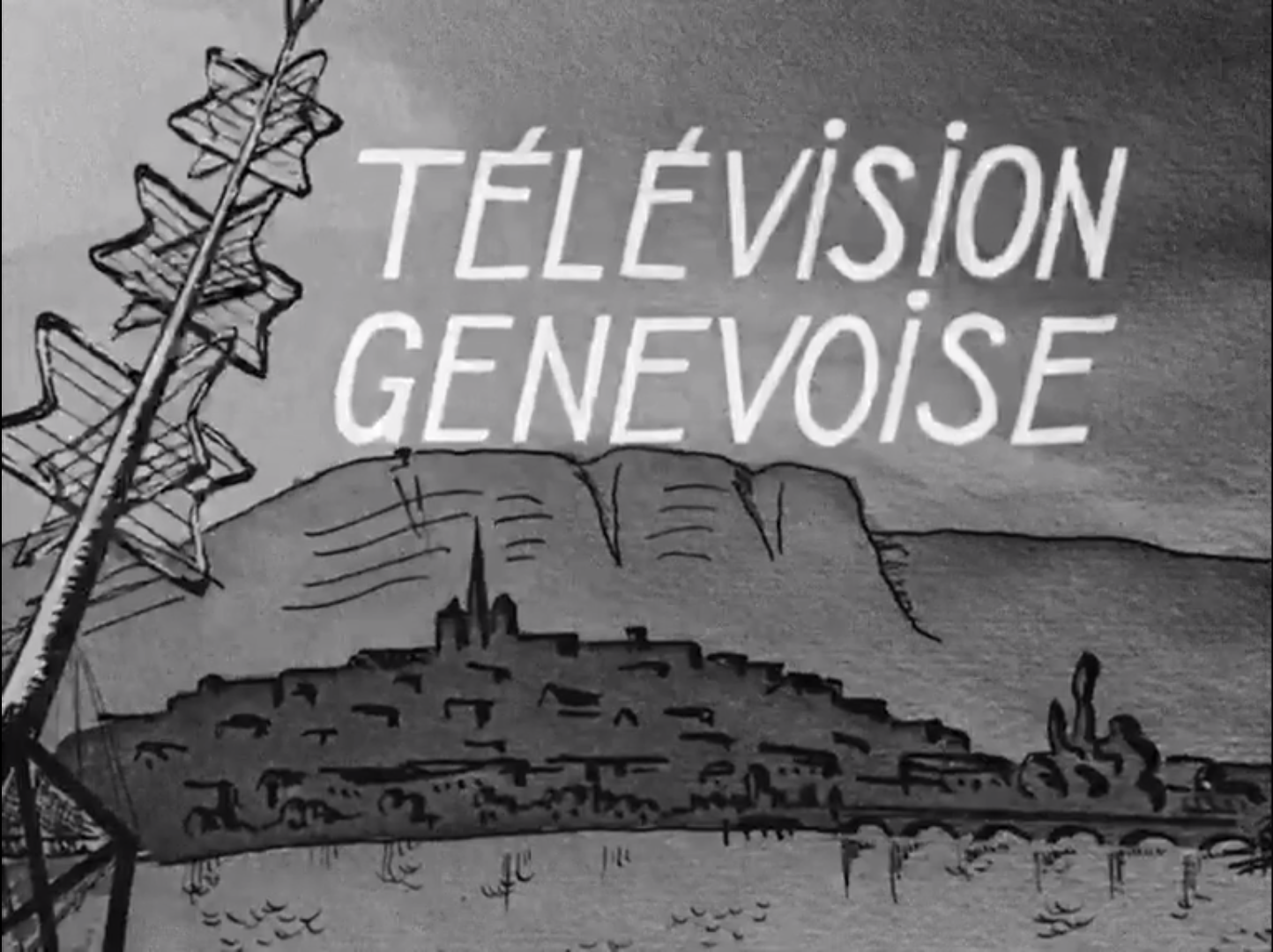
Logo de la Télévision Genevoise en 1954.
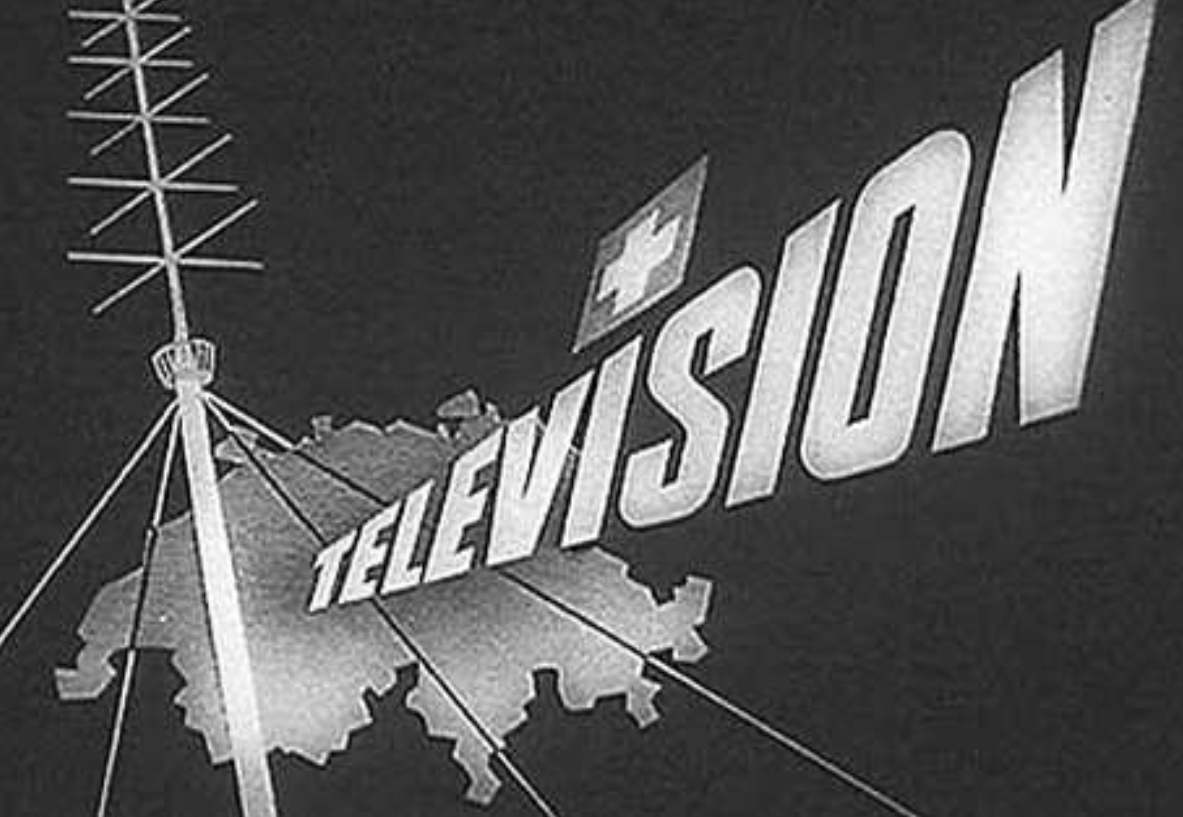
Logo de la Télévision Romande de 1954 à 1958.
Logo de la TSR de septembre 1958[8] au 6 janvier 1985.
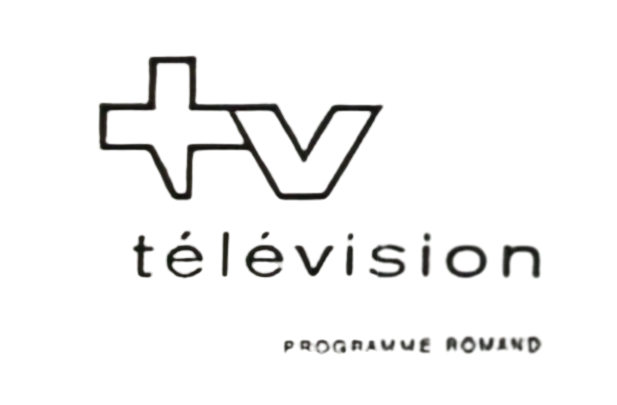
Logo alternatif de la Télévision Suisse avec l'indicatif Programme Romand de 1958 à 1960.
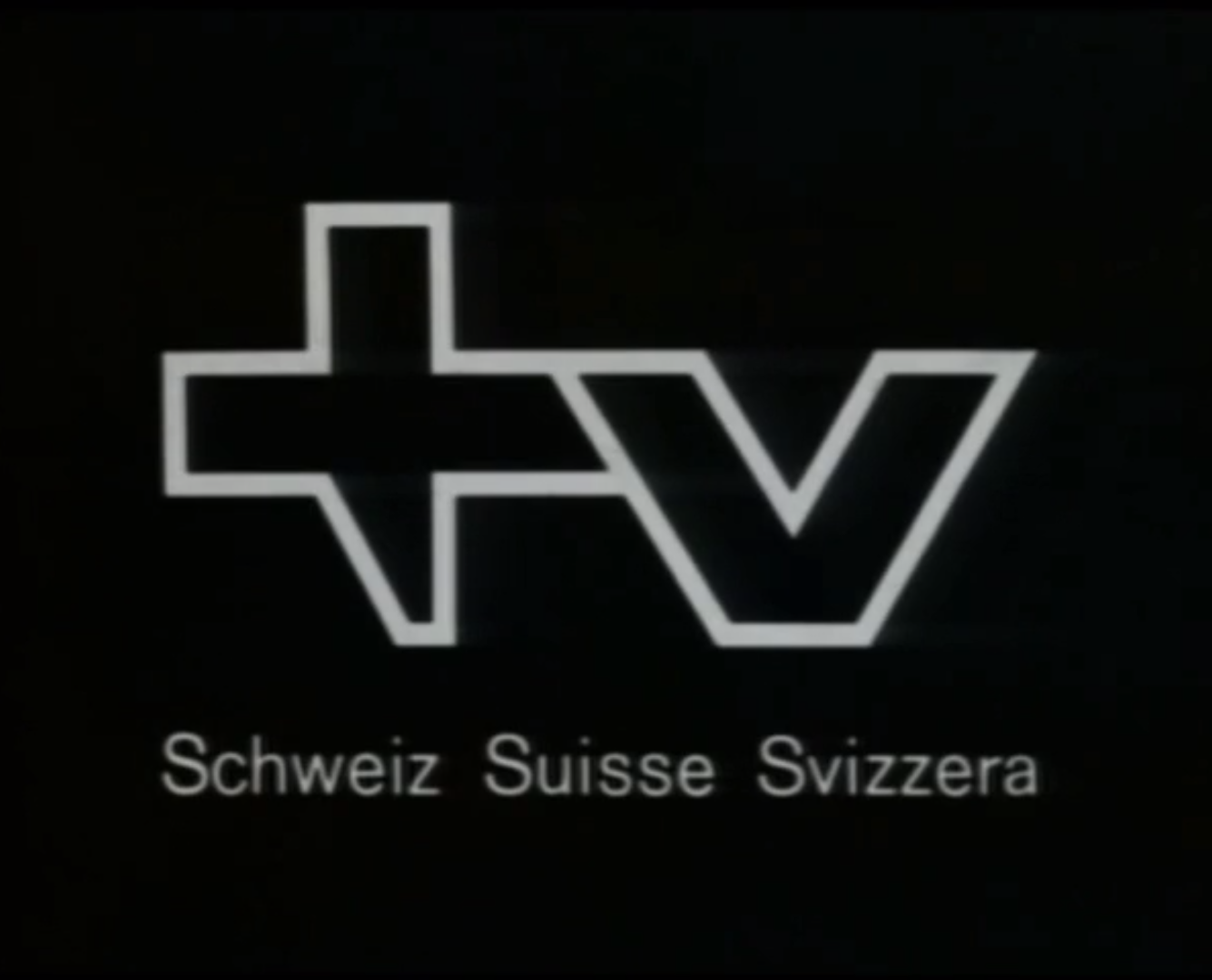
Indicatif trilingue en noir et blanc diffusé à l'antenne pour toute la Suisse de 1958 à 1968.
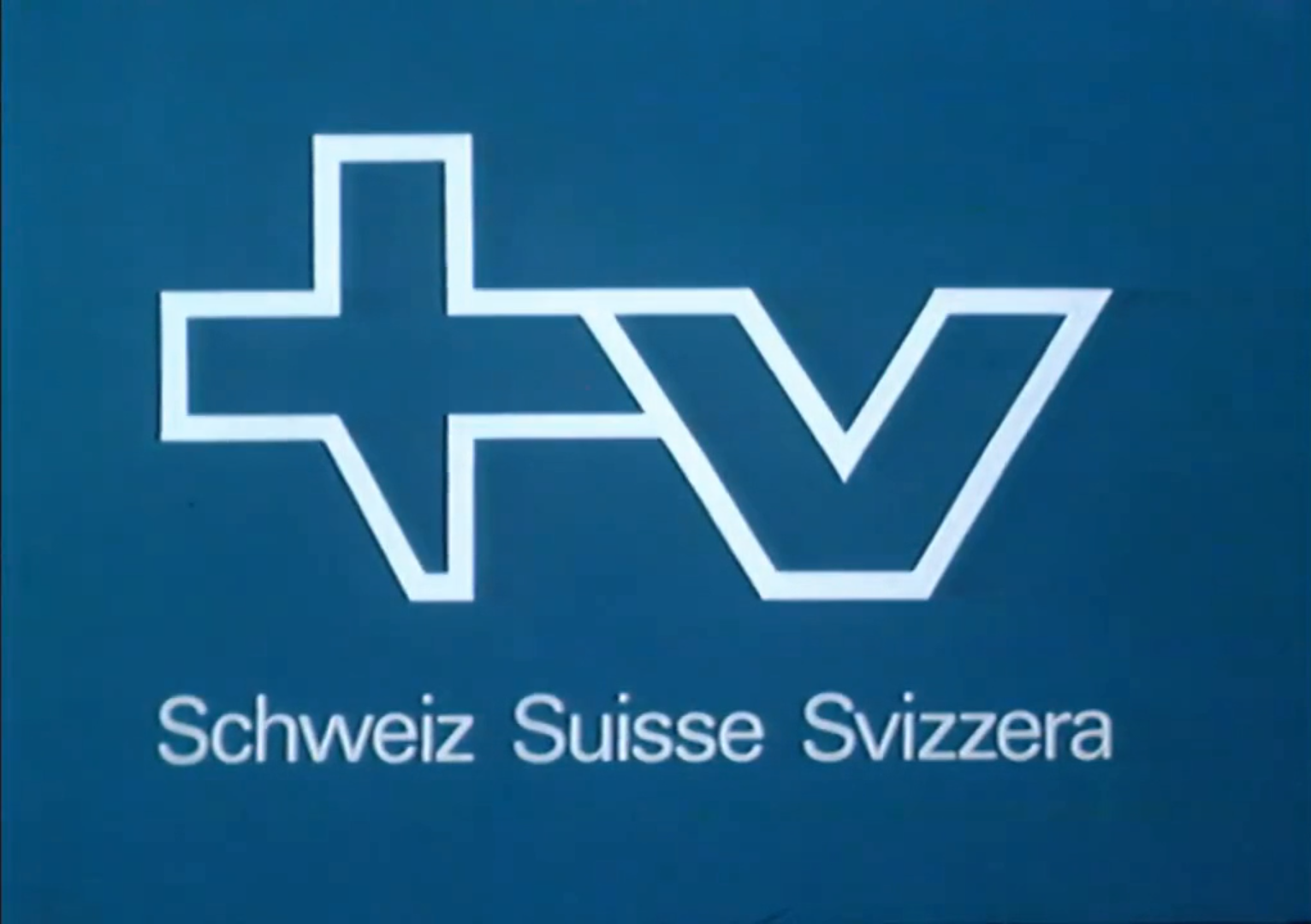
Indicatif trilingue diffusé en couleurs en 1968.
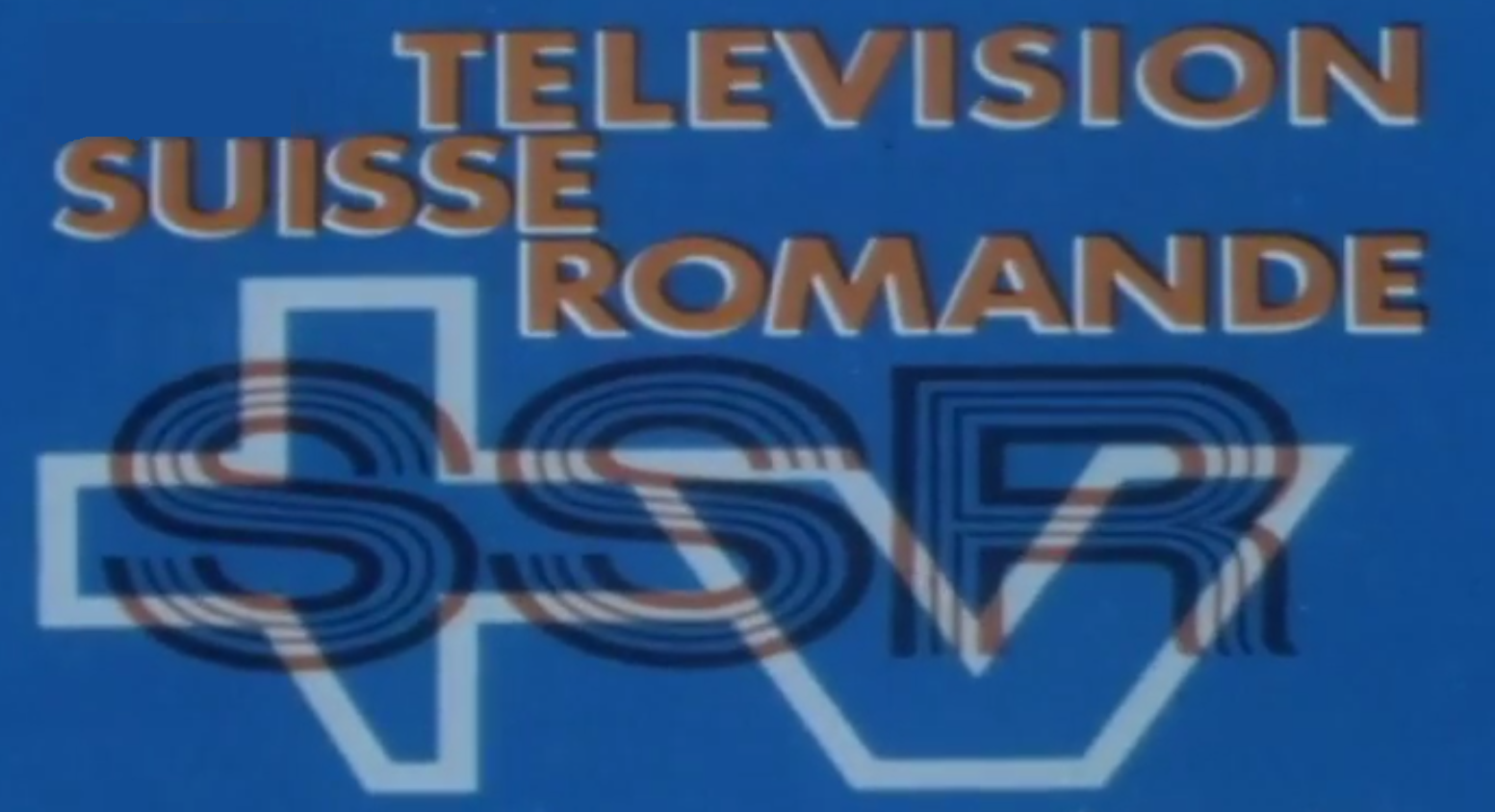
Logo alternatif avec le logo de la SSR incrusté, utilisé seulement sur l'antenne de la TSR.
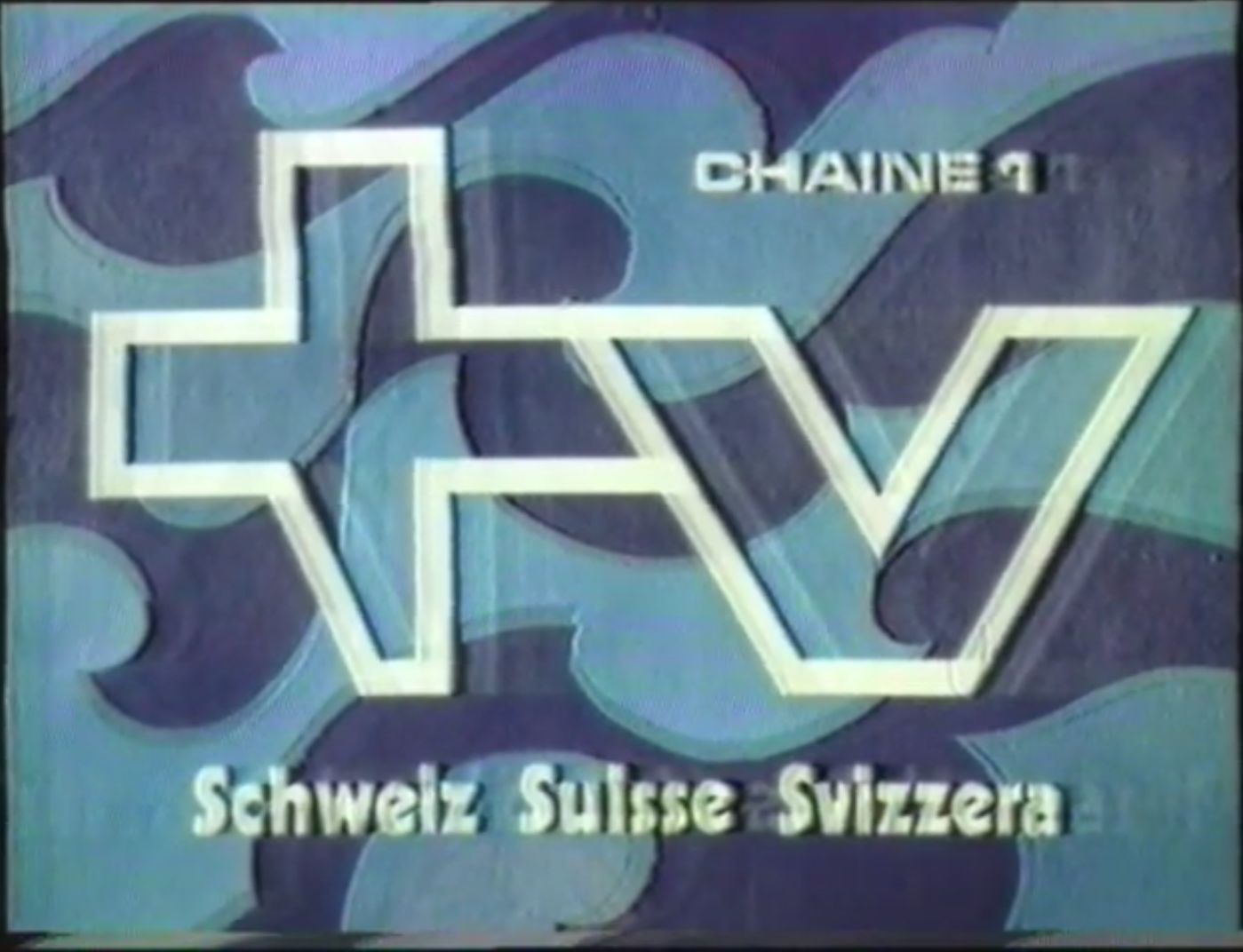
Logo trilingue avec l'indicatif Chaîne 1 pour la Suisse romande diffusé à l'antenne de 1969[9] au 6 janvier 1985.
Logo alternatif de la TSR avec le sigle RTSR de 1977 au 6 janvier 1985.
Logo de la TSR du 7 janvier 1985 au 4 janvier 1987.
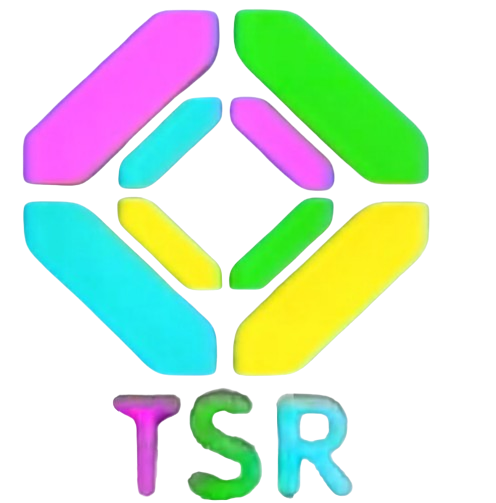
Logo alternatif de la TSR du 7 janvier 1985 au 4 janvier 1987.
Logo de la TSR du 5 janvier 1987[10] au 26 août 1990.
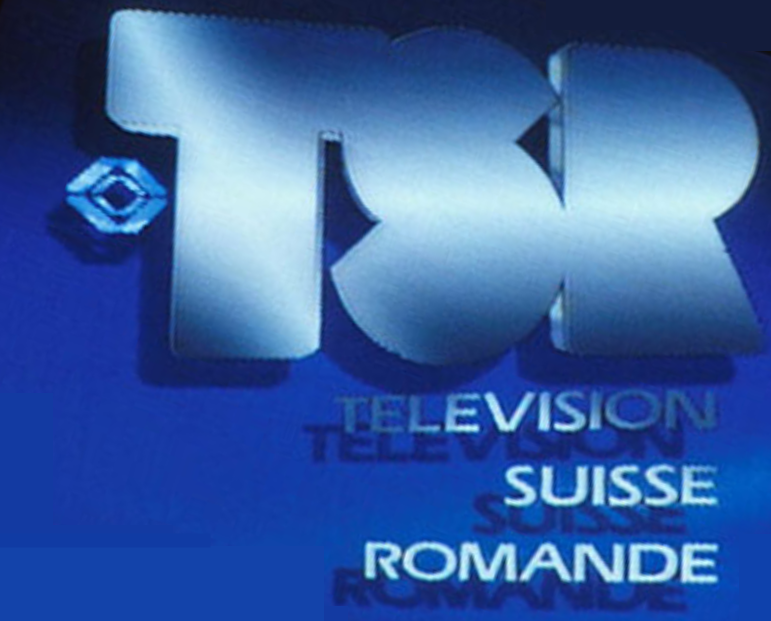
Logo de la TSR du 5 janvier 1987 au 26 août 1990 (avec les sigles redressés).
Logo de la TSR du 27 août 1990[11] au 1er septembre 1997.
Logo de TSR 1 du 1er septembre 1997 au 9 janvier 2006.
Logo de TSR 1 du 9 janvier 2006 au 29 février 2012.
Logo de RTS Un du 29 février 2012 au 24 août 2015.
Logo de RTS Un du 24 août 2015 au 26 août 2019.
Logo de RTS 1 du 26 août 2019 au 21 août 2023
Logo de RTS 1 depuis le 21 août 2023

## Programmes

### Émissions actuelles

#### Information
- Téléjournal : diffusé tous les jours à 12 h 45 et 19 h 30 et en troisième partie de soirée.

L'émission Couleurs locales de 19 h est consacrée aux régions et bénéficie de rédactions à Genève, Lausanne, Sion, Moutier, Fribourg et Neuchâtel.
Les éditions de 19 h 30 et de la nuit sont rediffusées en boucle après la fin des programmes. L'édition de la nuit est également rediffusée le lendemain à 7 h. Plusieurs des sujets diffusés dans les différentes éditions sont repris sur RTS Info.
- Météo : diffusée tous les jours à 13h15 et 19h55.
  - Valérie Bovard
  - Philippe Jeanneret
  - Claudia Mélanjoie-dit-Savoie
  - Maria Mettral
  - Natalie Sbaï
  - Dominique Schibli
  - Lionel Fontannaz
- EuroNews : diffusé du lundi au vendredi à 10 h 40.

#### Magazines / Émissions
- 36.9° : Isabelle Moncada vous présente 36,9°, une émission médicale mensuelle qui souhaite aborder la santé du point de vue du patient et non du médecin en s'intéressant également aux aspects politiques, économiques, éthiques et médicaux.
- Temps présent : le plus ancien magazine d'information de la RTS 1 traite depuis 1969 de sujets politiques, sociaux, économiques, historiques et de faits de société. Présenté par Jean-Philippe Ceppi et diffusé chaque jeudi à 20h10.
- À bon entendeur : magazine sur la consommation créé en 1976 par Catherine Wahli en collaboration avec une association de consommateurs Belges francophones, présenté par Manuelle Pernoud et précédemment par Martina Chyba, puis Isabelle Moncada. À bon entendeur est diffusé tous les mardis à 20h10. Ce magazine fête ses trente ans en 2006.
- Appellation romande contrôlée : magazine des régions présenté par Jessica Renaud le samedi. Émission supprimée.
- Mise au point : Chaque dimanche à 20h, ce magazine, présenté par Catherine Sommer et Pierre-Olivier Volet, revisite à sa manière l'actualité nationale et internationale.
- Infrarouge : émission de débat politique et de société créée en 2004, présentée par Esther Mamarbachi et Elisabeth Logean et diffusée le mardi à 22h20.
- Passe-moi les jumelles : magazine de l'évasion, du voyage et des découvertes créé en 1993 et présenté le vendredi à 20h10 par Virginie Brawand. Depuis sa création, jusqu'en 2011, elle était présentée par Benoît Aymon.
- Dieu sait quoi : Des regards différents sur l'univers religieux contemporain. Le dimanche à 10h.
- La puce à l'oreille : magazine culturel présenté par Iris Jimenez, le jeudi à 22h45.
- Photos de famille : émission présentée par Sofia Pekmez et Pascal Rebetez. Émission supprimée.
- Pardonnez-moi ! : émission présentée par Darius Rochebin. Le dimanche à 13h10.
- Nouvo : émission multimédia de la RTS 1 qui diffuse notamment les histoires de Hatman. Un jeudi sur deux à 22h45.
- T.T.C. (Toutes taxes comprises) : magazine économique présenté par Patrick Fischer. Le lundi à 20h10.
- Signes, l'émission mensuelle en langue des signes.

#### Divertissement
- Télé la question : quiz, initialement présenté par Khany Hamdaoui, puis par Philippe Robin. Diffusé du lundi au vendredi à 17h50.
- Tête en l'air : émission présentée par Manuella Maury le vendredi à 20h05. Émission arrêtée en mai 2008.
- C'est tous les jours dimanche : émission de conseils et art de vivre créée en 2004 et présentée par Muriel Siki le dimanche à 11h20. Émission supprimée.
- Le petit Silvant illustré : émission humoristique de François Silvant. Le mercredi à 20h10. Émission arrêtée au décès de François Silvant en 2007.
- Les coups de cœur d'Alain Morisod : émission présentée par Lolita Morena, Alain Morisod et Jean-Marc Richard. Coprésentée un soir par Michel Drucker et un autre soir par Julien Lepers. Un samedi par mois à 20h30.
- Dolce vita : émission présentée par Muriel Siki depuis 2006. Du lundi au vendredi de 17h35 à 18h (rediffusions du mardi au vendredi à 7h10 et le dimanche de 11h20 à 12h20). Émission arrêtée en juin 2010.
- 52 minutes (anciennement 26 minutes puis 120 minutes) : Un faux magazine d'actualité présenté par Vincent Veillon et Vincent Kucholl qui passe en revue les faits marquants de la semaine écoulée, en Suisse et dans le monde, à travers des faux reportages et des interviews de vrais et de faux invités. Un regard décalé sur l'actualité.

#### Sport
- Sport Dimanche : émission du service des sports diffusée chaque dimanche à 18h30.
- Sport dernière : émission tout en images du service des sports diffusée sur RTS 2 du lundi au vendredi vers 23h40.
- Pierre-Alain Dupuis a été élu Pigeon d'Or 2008 par les lecteurs du site CartonRouge.ch

#### Programmes Jeunesses
- RTS Kids, émission diffusant des dessins animés tous les matins dès 6h45. L'habillage du programme jeunesse a été réalisé par le dessinateur Zep.

### Émissions passées

#### Information
- Carrefour (1961-1973)
  - Boris Acquadro
  - Jean-Claude Chanel
  - Georges Hardy
  - Serge Hertzog
  - Georges Kleinmann
  - Eric Lehmann
  - Gilbert Schnyder
- Continents sans visa (1959-1969)
  - Guy Ackermann
  - Alexandre Burger
  - Jean-Claude Diserens
  - Jean Dumur
  - André Gazut
  - Jean-Pierre Goretta
  - Jean-Jacques Lagrange
  - Alain Tanner
  - Claude Torracinta
- Droit de cité (1996-2003)
  - Eliane Ballif
  - Manuelle Pernoud
- Téléjournal
  - Benoît Aymon
  - Pierre-Pascal Rossi
  - Massimo Lorenzi
  - Roland Bhend
  - Annette Leemann
  - Eric Lehmann
  - Jean-Philippe Rapp
  - José Ribeaud
  - David Rihs
  - Muriel Siki
  - Raphaëlle Aellig
  - Manuelle Pernoud
  - Dominique Huppi
- Midi public (1984-1987)
- Table ouverte (1966-1996)
  - Claude Torracinta
- Tell Quel (1982-1996)
  - Gaston Nicole
  - Théo Bouchat
  - Dominique Huppi
  - Renato Burgy
- Territoires 21 (2002-2005)
  - Tania Chytil
  - Phil Mundwiller

#### Thèmes de société
- Fax culture
  - Florence Heiniger
- Télescope (1981-2000)
- Zig Zag Café
  - Jean-Philippe Rapp
- Émission sur les animaux
  - Pierre Lang

#### Divertissement
- C'est tous les jours dimanche (2004-2006)
  - Muriel Siki
- À côté de la plaque
  - Manuella Maury
- À vos lettres
  - Georges Hardy
- Les Babibouchettes (1981-1999)
  - Henri Dès
- Ça colle et c'est piquant
  - Maïtena Biraben
- Carabine FM (1986-1998)
  - Lolita (Corinne Mettraux)
  - Alain Monney
  - Gérard Mermet
- Carnotzet
  - Lolita Morena
- Jeux sans frontières
  - Georges Kleinmann
- La Course autour du monde
  - Jacques Huwiler
- La grande roue
  - Alain Morisod
- Le Fond de la corbeille (1989-2003)
  - Philippe Cohen
  - Lova Golovtchiner
  - Patrick Nordmann
- Le Francophonissime (1969-1981)
- Les oiseaux de nuit
  - Bernard Pichon
- Oh les filles !
  - Maïtena Biraben
- Spécial cinéma (1974-1997)
  - Christian Defaye
- Ca n'arrive pas qu'aux autres (1993-1994), une émission de variétés en caméra cachée qui est créé par Guy Lux et Marcel Béliveau, écrit par Gérard Louvin, produit par Sabine Mignot et réalisé par Éric Le Hung, puis Gabriel Cotto.
  - Nancy Sinatra et Roger Zabel avec un invité vedette et les chroniqueurs sont : tous les animateurs de télévision française et les reportages avec les voix-off Jean-Luc Reichmann et Isabelle Benhadj.

#### Sport
- Boris Acquadro
- Jean-Jacques Tillmann

### Séries
Séries allemandes
- Alerte Cobra
- Mick Brisgau
- Rex
- Un cas pour deux

 Séries américaines
- Amour, Gloire et Beauté
- Arabesque
- Arrow
- Blacklist
- Bones
- Borgia
- Blindspot
- Colony
- Californication
- Cameron Black : L'Illusionniste
- Castle
- The Chicago Code
- Chicago Med
- Chicago PD
- Code Quantum
- Columbo
- Cougar Town
- Damages
- Desperate Housewives
- Dr House
- Esprits criminels
- FBI : Duo très spécial
- Hot in Cleveland
- Le Trône de fer
- Grey's Anatomy
- Hawaii 5-0
- Highlander
- Homeland
- How I Met Your Mother
- Hung
- Lost : Les Disparus
- La Petite Maison dans la prairie
- L'Arme Fatale
- Les Experts
- Les Experts : Manhattan
- Les Experts : Miami
- Les Feux de l'amour
- Les Goldberg
- Les Routes du paradis
- Liar : la nuit du mensonge
- Lie to Me
- Mad Men
- Ma sorcière bien-aimée
- MacGyver
- Modern Family
- Monk
- Manifest
- NCIS : Enquêtes spéciales
- NCIS : Los Angeles
- New York, section criminelle
- New York, unité spéciale
- Pan Am
- Person of Interest
- Prodigal Son
- Raising Hope
- Revenge
- Sons of Anarchy
- Prison Break
- Papa Schultz
- Terra Nova
- The Blacklist
- The Good Wife
- The Mentalist
- The Walking Dead
- True Blood
- Ugly Betty
- Unforgettable
- Vampire Diaries
- Vinyl
- Wes et Travis
- Rizzoli and Isles
- 9-1-1

 Séries françaises
- Commissaire Moulin
- Camping Paradis
- Commissaire Cordier
- Clem
- Caméra Café
- Navarro
- Famille d'accueil
- Fais pas ci, fais pas ça
- H
- Julie Lescaut
- Joséphine, ange gardien
- Kaamelott
- Meurtres à...
- Nos chers voisins
- Nous Ç Nous
- L'Instit
- La Petite Histoire de France
- Les Cordier, juge et flic
- Plus belle la vie
- Palmashow
- Soda
- Service après-vente des émissions
- Scènes de ménages
- Samantha, oups !
- Section de recherches
- Une famille formidable
- Un gars, une fille
- Dix pour cent

 Séries britanniques
- Doctor Who
- Downton Abbey
- Les Enquêtes de Vera
- Inspecteur Barnaby
- Mr. Fowler, brigadier chef
- Mr Bean
- Sherlock
- The Missing

 Séries canadiennes
- Les Tudors

## Audiences
RTS Un est la chaîne la plus regardée en Suisse romande avec 19,5 % de parts.
| 1995 | 1996 | 1997 | 1998 | 1999 | 2000 | 2001 | 2002 | 2003 | 2004 | 2005 | 2006 | 2007 | 2008 | 2009 |
| ---- | ---- | ---- | ---- | ---- | ---- | ---- | ---- | ---- | ---- | ---- | ---- | ---- | ---- | ---- |
| 30 % | 29 % | 28 % | 29 % | 28 % | 27 % | 26 % | 25 % | 25 % | 25 % | 25 % | 24 % | 24 % | 23 % | 22 % |

| 2010 | 2011   | 2012   | 2013   | 2014   | 2015   | 2016   | 2017   | 2018   | 2019   | 2020   | 2021   |
| ---- | ------ | ------ | ------ | ------ | ------ | ------ | ------ | ------ | ------ | ------ | ------ |
| 21 % | 21,0 % | 20,5 % | 22,1 % | 20,4 % | 19,9 % | 19,5 % | 20,2 % | 20,5 % | 20,4 % | 22,1 % | 21,7 % |

Source : Mediapulse

## Diffusion
RTS Un n'est plus diffusée en analogique depuis 2007. Elle est émise en UHF dans un multiplexe numérique (TNT) avec trois autres chaînes seulement (haut débit par programme, bien plus haut que la TNT française par exemple). La chaîne est également disponible via les téléréseaux et est aussi diffusée par le satellite Hot Bird pour alimenter les réseaux câblés, desservir les zones d'ombre ou simplement offrir la meilleure des qualités d'image aux particuliers (6+ Mb/s par chaîne). Elle nécessite une carte de décryptage en Viaccess, contre un seul émolument. Elle est disponible pour tous les habitants de Suisse ou à chaque citoyen helvétique à l'étranger. Pour ces derniers, des frais annuels seront cependant perçus.
Depuis le 29 février 2012, RTS 1, tout comme RTS 2, est transmise à la fois en SD et en HD sur le satellite Eutelsat Hot Bird 8. Cette diffusion double sera maintenue jusqu'en 2015.
Les supports de diffusion numérique permettent l'accès :
- Au format d'image principalement en 16:9 anamorphique, offrant une meilleure définition d'image SD avec les écrans plats (4:3 letterbox sur le câble analogique).
- Aux productions internationales traduites en français et en langue originale en stéréo (deux pairs audio indépendantes, sauf sur la TNT où la VO est en mono), contrairement au câble analogique qui propose le bicanal uniquement en mono.
- Certaines émissions sont produites en HD et relayée via le canal HD suisse (satellite et câble numérique uniquement) ou directement sur le canal HD de la chaîne.
- À la rentrée 2014-2015, les émissions sont toutes (ou presque) diffusées en HD.

La diffusion TNT arrêtée le 3 juin 2019 et de retour dans le Grand Genève depuis le 12 juin 2020. Elle est diffusée sur le canal UHF 34 sur la position N°1.

### Diffusion en France frontalière
RTS Un était reçu en zone frontalière grâce aux émetteurs hertziens limitrophes (analogiques jusqu'en 2007, TNT de 2005 à 2019).
La diffusion TNT arrêtée le 3 juin 2019 et revenue depuis le 12 juin 2020 sur le Grand Genève et dans le Jura depuis le 23 décembre 2020.
Dans les régions françaises frontalières de la Suisse, la chaîne est diffusée sur le canal 438 de Numericable.

### Diffusion en Vallée d'Aoste
RTS 1 est diffusée gratuitement dans la région italienne à l'aide d'émetteurs de télévision installés sur les montagnes selon des accords internationaux après la Seconde Guerre mondiale. Ce choix est motivé par le régime de bilinguisme officiel en vigueur dans cette région francophone d'Italie. La chaîne est aussi distribuée en TNT via le multiplex RAI Mux 1 sur le canal 102.

### Diffusion au Liechtenstein
RTS Un est diffusée par câble sur le canal 140 de l'offre commerciale FL1 de Telecom Liechtenstein.